# Yakima Regional Hospital Challenger
Lo Yakima Regional Hospital Challenger è stato un torneo di tennis che si giocava sul cemento. Il torneo si è disputato allo Yakima Tennis Club di Yakima negli USA nel 2002 e nell'ultima edizione del 2003. Nel 2004 si sarebbe dovuta tenere una nuova edizione ma fu sostituita con l'USTA LA Tennis Open dopo che lo Yakima Tennis Club quell'anno era stato devastato da un incendio.

## Albo d'oro

### Singolare
| Anno        | Campionessa   | Finalista         | Punteggio        |
| ----------- | ------------- | ----------------- | ---------------- |
| 2013        | Nicole Gibbs  | Ivana Lisjak      | 6–1, 6–4         |
| 2012        | Shelby Rogers | Samantha Crawford | 6–4, 6(3)–7, 6–3 |
| ↑ ITF 50K ↑ |               |                   |                  |

### Doppio
| Anno        | Campionesse                    | Finaliste                  | Punteggio         |
| ----------- | ------------------------------ | -------------------------- | ----------------- |
| 2013        | Jan Abaza Allie Will           | Naomi Broady Irina Falconi | 7–5, 3–6, [10–3]  |
| 2012        | Samantha Crawford Madison Keys | Xu Yifan Zhou Yimiao       | 6–3, 2–6, [12–10] |
| ↑ ITF 50K ↑ |                                |                            |                   |